# باشگاه فوتبال استقلال تهران در فصل ۱۳۵۸
باشگاه فوتبال استقلال تهران در فصل ۱۳۵۸ ۳۴امین فصل فعالیت باشگاه استقلال در فوتبال ایران و نخستین فصل حضور این تیم با نام کنونی‌اش، استقلال بود. استقلال در این فصل تغییرات فراوانی را به خود دید و علاوه بر تغییر نام، مالک و مدیر باشگاه نیز دستخوش تغییرات شدند. مجموعه این تغییرات دوران نوینی را در تاریخ باشگاه استقلال پایه‌گذاری کردند.
استقلال در بهار و تابستان ۱۳۵۸ در جام شهید اسپندی و در آبان همان سال در جام باشگاه‌های تهران ۱۳۵۸ شرکت کرد. در جام شهید اسپندی در مرحله دوم حذف شد و مسابقات جام باشگاه‌های تهران نیز بعد از تنها دو هفته ناتمام رها شد. دلیل این امر نیز هجوم تماشاگران تیم پرسپولیس به زمین مسابقه و داور در یک دیدار دوستانه بین استقلال و پرسپولیس بود. بدین ترتیب سال ۱۳۵۸ بدون دستاورد خاصی برای استقلال به پایان رسید.

## پیش زمینه و تغییر نام

منصور پورحیدری در این فصل برای نخستین بار به عنوان سرمربی استقلال منصوب شد

پس از انقلاب ۱۳۵۷ ایران، باشگاه تاج که سمبل حکومت محسوب می‌شد، از اولین جاهایی بود که توسط کمیته انقلاب اشغال شد. ۲۸ بهمن ۱۳۵۷ و تنها شش روز پس از پیروزی انقلاب، کاخ تاج تسخیر و این باشگاه و اماکن‌اش ملی اعلام شد. تسخیر سازمان فرهنگی ورزشی تاج توسط فردی به نام ابراهیم میرزایی که ورزشکار بود و داعیه نامزدی ریاست جمهوری نیز داشت انجام شد. وی همراه دوستانش وارد باشگاه مرکزی شدند و آن را اشغال کردند. با این وجود جلالی که مدتی پیش به عنوان مدیر داخلی مجموعه انتخاب شده بود به فعالیت خود تا چندین ماه پس از این اتفاق نیز ادامه داد. اشغال باشگاه مدت زیادی طول نکشید و چند ماه بعد وقتی حسین شاه‌حسینی از سوی دولت موقت به عنوان رئیس سازمان تربیت بدنی منصوب شد با حکمی عنایت‌الله آتشی را به عنوان سرپرست مجموعه کاخ تاج معرفی کرد و وی آن‌جا را از میرزایی باز پس گرفت. علی جباری بازیکن سابق تاج در مورد این دوران گفته بود میرزایی با دار و دسته‌اش ریختند باشگاه. جام‌هایی که در موزه داشتیم را بردند. با تفنگ روی دیوار نشسته و نمی‌گذاشتند کسی نزدیک شود.
تاج تا سال ۱۳۵۸ با همین نام باقی ماند در این سال به دلیل برگزاری اولین دوره مسابقات پس از انقلاب با نام جام شهید اسپندی بازیکنان تاج آماده شدند تا با همین نام در مسابقات شرکت کنند اما پاسخ مسئولان برگزاری مسابقات این جمله بود: شما باشگاه نیستید و مجموعه ورزشی محسوب می‌شوید. مگر امجدیه تیم دارد که شما داشته باشید؟ همین جلمه باعث شد آتشی به فکر تغییر نام تاج بیفتد. آتشی و جلالی سراغ پرویز دهداری رفتند تا فوتبال آنها را سازماندهی کند. دهداری گفت: من آدم مناسبی برای اینکار نیستم، چون پیراهن این باشگاه را نپوشیده‌ام. عباس کردی نوری یک تاجی سابق که در آن دوران مسئولیت نشر اسکناس بانک مرکزی را داشت نیز مسئولیت بخش فوتبال تاج را بر عهده گرفت. عنایت آتشی که رابطه نزدیکی با شاه‌حسینی رئیس وقت سازمان تربیت بدنی داشت با الهام‌گیری از شعارهای انقلابی آن زمان چند نام از جمله آزادی و استقلال برای تغییر نام تاج پیشنهاد کرد که در نهایت استقلال انتخاب شد. طبق اطلاعات منتشر شده در فیلم آبی به رنگ آسمان نام استقلال پیشنهاد شخص عنایت‌الله آتشی بوده؛ بنابراین از تاریخ ۲۰ فروردین ۱۳۵۸ نام باشگاه رسماً به استقلال تهران تغییر یافت.
عباس کردنوری در مصاحبه‌ای در مورد حضور استقلال در جام شهید اسپندی گفته‌است: استقلال بالاخره شرکت کرد ولی در اواسط جام جلوی استقلال را گرفتند. استدلالشان هم جالب بود. می‌گفتند طبق همان مصوبه شورای انقلاب، شما مجوز باشگاه را ندارید و مردم باید از شما برای ورزش کردن استفاده کنند. آن زمان استقلال هم صاحب درست و حسابی نداشت و تکلیفش معلوم نبود. خود من تازه از آمریکا آمده بودم و وضع تیم خیلی بد بود. به تیم دژبان سه - صفر باخته بودیم و با تیم‌های ضعیف یا مساوی می‌کردیم یا می‌باختیم. سرمربی تیم پورحیدری بود و بازیکنان تیم هم دو دسته بودند. یک دسته بازیکنان تاج بودند مثل حسن نظری، نوین روزگار، خاکسار تهرانی و … از آن طرف حاجیلو، رجبی، شاهرخ و شاهین بیانی و … هم بودند که تیم را دو دسته کرده بودند؛ یعنی اختلاف درون تیمی ایجاد شده بود. در این زمان آتشی رفته بود و به دهداری گفته بود این وضعیت را حل کند که او گفته بود من پیراهن استقلال را نپوشیده‌ام و نمی‌آیم مسئولیت بگیرم. خود دهداری مرا به آتشی معرفی کرد و خلاصه اوضاع جالبی نبود.
در سال ۱۳۵۸ حسین شاه‌حسینی رئیس سازمان تربیت بدنی کلیه باشگاه‌ها را ملی اعلام کرد. البته این ملی شدن باشگاه‌ها بیشتر از همه متوجه دو باشگاه پرطرفدار ایران، یعنی تاج و پرسپولیس می‌شد. ملی شدن دو باشگاه بزرگ تاج و پرسپولیس که نامشان به استقلال و پیروزی تغییر کرد باعث شد که هر دوی آنها تمام موجودیتشان را به اندازه دو تیم فوتبال بدون زمین و دفتر تنزل دهند. دیگر نه ساختمانی به نام محل باشگاه وجود داشت و نه زمینی برای تمرین تیم، در واقع اگر پیگیری طرفداران دو تیم وجود نداشت هیچ بعید به نظر نمی‌رسید این دو تیم به‌طور کلی منحل شوند. بدین ترتیب با تصویب شورای انقلاب در ۸ مهر ۱۳۵۸ کلیه اموال منقول و غیرمنقول سازمان ورزشی و فرهنگی تاج به سازمان تربیت بدنی انتقال یافت.

## مرور فصل
در سال ۵۸ به علت شرایط خاص آن دوران مسابقات لیگ سراسری برگزار نشد و در بهار و تابستان جامی با نام جام شهید اسپندی در شهر تهران برگزار شد که استقلال بعد از کش و قوس‌های فروان در آن جام شرکت کرد و بعد از موفقیت در مرحله نخست و صعود از گروهش در مرحله دوم ضعیف ظاهر شد و از دور رقابت‌ها کنار رفت. در آغاز این رقابت‌ها و در ۲۸ فروردین ۱۳۵۸ در بازی با بانک ملی تهران تیم تاج تهران برای اولین بار با نام نوینش، استقلال تهران، در یک دیدار رسمی به میدان رفت. این بازی با تساوی ۱–۱ به پایان رسید. از آبان ۱۳۵۸ جام باشگاه‌های تهران با شرکت دوازده تیم برگزار شد اما پس از تنها دو هفته و به دلیل هجوم تماشاگران تیم پرسپولیس به زمین بازی در هنگام برگزاری یک دیدار دوستانه بین استقلال و پرسپولیس، آن مسابقات دیگر ادامه نیافتند. استقلال بعد از دو هفته یک شکست و یک تساوی کسب کرده بود.
در این سال عباس رضوی به عنوان مربی جایگزین جکیچ مربی پیشین که قبل از انقلاب ایران را ترک کرده بود شد تا نیمکت مربیگری استقلال مجدداً به یک مربی ایرانی سپرده شود.

## جام شهید اسپندی
بعد از پیروزی انقلاب اسلامی اولین مسابقات فوتبالی که برگزار شد به نام شهید مهدی اسپندی نامیده شد. مهدی اسپندی بازیکن تیم تهران جوان بود که در دوران انقلاب به شهادت رسید. برگزاری این مسابقات سر آغازی بود برای شروع دوباره مسابقات فوتبال در ایران که پس از ماه‌ها سکوت، روحی تازه به ورزش و ورزشگاه‌ها دمیده شد. این مسابقات در دو مرحله برگزار شد. بدین ترتیب که ۲۸ تیم در مرحله اول در ۵ گروه به صورت دوره‌ای با هم به رقابت پرداختند. تیمهای اول و دوم هر گروه به مرحله دوم این رقابتها صعود کردند. مرحله دوم با حضور ده تیم در دو گروه پنج تیمی و باز هم به صورت دوره‌ای برگزار شد. سپس تیمهای اول و دوم این دو گروه به صورت ضربدری در مقابل هم قرار گرفتند و مراحل نهایی این جام را برگزار کردند
۲۸ تیم شرکت کننده در مرحله اول این مسابقات به شرح زیر در ۵ گروه تقسیم شده بودند:
| پنج گروه مرحله اول جام شهید اسپندی | پنج گروه مرحله اول جام شهید اسپندی                     |
| ---------------------------------- | ------------------------------------------------------ |
| گروه اول                           | تهران جوان، کشت و صنعت، شفق، کیان، کارگران، پرسپولیس   |
| گروه دوم                           | شاهین، راه‌آهن، اقبال، نیروی هوایی، ایرانا، ایران امروز |
| گروه سوم                           | پاس، سرباز، آتش‌نشانی، ابومسلم، فردوسی                  |
| گروه چهارم                         | دارایی ، آکام ، البرز، دخانیات، مرکز آموزش             |
| گروه پنجم                          | استقلال، بوتان، بانک ملی، پولاد، پیروز، نیرومند        |

پس از برگزاری مرحله اول این تیمها از گروه‌های پنجگانه صعود کردند
| تیمهای صعود کننده از گروه‌های پنجگانه | تیمهای صعود کننده از گروه‌های پنجگانه |
| ------------------------------------ | ------------------------------------ |
| گروه اول                             | پرسپولیس و تهران جوان                |
| گروه دوم                             | شاهین و راه‌آهن                       |
| گروه سوم                             | پاس و سرباز                          |
| گروه چهارم                           | دارایی و آکام                        |
| گروه پنجم                            | بانک ملی و استقلال                   |

ده تیم صعود کرده پس از قرعه‌کشی در دو گروه زیر قرار گرفتند
| دو گروه پنج تیمی مرحله دوم جام اسپندی | دو گروه پنج تیمی مرحله دوم جام اسپندی       |
| ------------------------------------- | ------------------------------------------- |
| گروه الف                              | شاهین، دارایی، تهران جوان ، آکام ، پرسپولیس |
| گروه ب                                | استقلال، پاس، سرباز، بانک ملی، راه‌آهن       |

در پایان مرحله دوم گروهی پرسپولیس در گروه الف صدرنشین شد و شاهین به رتبه دوم بسنده کرد در گروه ب نیز پاس صدرنشین شد و تیم سرباز تیم دوم گروه شد
در دو بازی نیمه‌نهایی پرسپولیس از سد سرباز گذشت و پاس با شکست دادن شاهین به بازی فینال رسید
در بازی فینال هم تیم پرسپولیس با شکست دادن تیم پاس قهرمان بازیها شد. در بازی رده‌بندی نیز تیم سرباز با غلبه بر تیم شاهین به عنوان سومی دست یافت.

## بازی‌ها

### بازی‌های جام شهید اسپندی
برای مشاهده نوشتار اصلی جام اسپندی به این مقاله جام شهید اسپندی رجوع کنید

#### مرحله اول
| ۲۸ فروردین ۱۳۵۸ ۱ | استقلال تهران | ۱ – ۱ | بانک ملی تهران | تهران                                     |
|                   | مسلمی ۶۷'     |       | امیدوار ۱۰'    | ورزشگاه: امجدیه تهران داور: هروس باغومیان |

| ۳۱ فروردین ۱۳۵۸ ۲ | استقلال تهران                              | ۴ – ۰ | بوتان تهران | تهران                                    |
|                   | مراغه‌چیان ۲' · نراقی ۱۲' · مظلومی ۱۴'، ۲۴' |       |             | ورزشگاه: امجدیه تهران داور: رشید حسن‌زاده |

| ۴ اردیبهشت ۱۳۵۸ ۳ | استقلال تهران                            | ۴ – ۱ | پولاد تهران | تهران                                  |
|                   | نراقی ۶' · مظلومی ۳۰' · لواسانی ۶۵'، ۹۰' |       |             | ورزشگاه: امجدیه تهران داور: پرویز سیار |

| ۱۴ اردیبهشت ۱۳۵۸ ۴ | استقلال تهران | ۰ – ۰ | نیرومند تهران | تهران                 |
|                    |               |       |               | ورزشگاه: امجدیه تهران |

| ۲۰ اردیبهشت ۱۳۵۸ ۵                                                                          | استقلال تهران                                                            | ۶ – ۰ | پیروز | تهران                                    |
|                                                                                             | مظلومی ۲۱'، ۷۰' · مطیعی ۳۹' · میناسیان ۵۴' · لواسانی ۷۵' · مراغه‌چیان ۸۰' |       |       | ورزشگاه: امجدیه تهران داور: حمید خوشخوان |
| یادداشت: به دلیل آبی بودن پیراهن تیم پیروز، استقلال در این بازی با پیراهن قرمز به میدان رفت |                                                                          |       |       |                                          |

| نام تیم  | بوتان | بانک ملی | پولاد | پیروز | استقلال | نیرومند |          | تیم | بازی | برد | مساوی | باخت | گل‌زده | گل‌خورده | امتیاز |
| -------- | ----- | -------- | ----- | ----- | ------- | ------- | -------- | --- | ---- | --- | ----- | ---- | ----- | ------- | ------ |
| بوتان    | ***   | ۳–۰      | ۲–۳   | ۰–۴   | ۴–۰     | ۴–۱     | بانک ملی | ۵   | ۴    | ۱   | ۰     | ۱۳   | ۲     | ۹       |        |
| بانک ملی | ۰–۳   | ***      | ۱–۳   | ۰–۴   | ۱–۱     | ۰–۲     | استقلال  | ۵   | ۳    | ۲   | ۰     | ۱۵   | ۲     | ۸       |        |
| پولاد    | ۳–۲   | ۳–۱      | ***   | ۰–۰   | ۴–۱     | ۰–۱     | نیرومند  | ۵   | ۲    | ۱   | ۱     | ۷    | ۵     | ۵       |        |
| پیروز    | ۴–۰   | ۴–۰      | ۰–۰   | ***   | ۶–۰     | ۳–۱     | بوتان    | ۵   | ۲    | ۰   | ۳     | ۸    | ۱۳    | ۴       |        |
| استقلال  | ۰–۴   | ۱–۱      | ۱–۴   | ۰–۶   | ***     | ۰–۰     | پولاد    | ۵   | ۱    | ۱   | ۳     | ۵    | ۱۰    | ۳       |        |
| نیرومند  | ۱–۴   | ۲–۰      | ۱–۰   | ۱–۳   | ۰–۰     | ***     | پیروز    | ۵   | ۰    | ۱   | ۴     | ۱    | ۱۷    | ۱       |        |

#### مرحله دوم
| ۱۵ تیر ۱۳۵۸ ۴ | استقلال تهران | ۰ – ۳ | سرباز تهران                  | تهران                                 |
|               |               |       | ترابی ۴۳'، ۷۶' · موسیوند ۶۰' | ورزشگاه: امجدیه تهران داور: رضا غیاثی |

منبع
| # | تیم      | بازی | برد | مساوی | باخت | گل‌زده | گل‌خورده | امتیاز |
| - | -------- | ---- | --- | ----- | ---- | ----- | ------- | ------ |
| ۱ | پاس      | ۴    | ۲   | ۲     | ۰    | ۴     | ۲       | ۶      |
| ۲ | سرباز    | ۴    | ۱   | ۳     | ۰    | ۷     | ۴       | ۵      |
| ۳ | بانک ملی | ۴    | ۱   | ۲     | ۱    | ۴     | ۳       | ۴      |
| ۴ | راه‌آهن   | ۴    | ۱   | ۲     | ۱    | ۳     | ۳       | ۴      |
| ۵ | استقلال  | ۴    | ۰   | ۱     | ۳    | ۲     | ۸       | ۱      |

### باشگاه‌های تهران
استقلال در این فصل فقط دو بازی در لیگ باشگاه‌های تهران انجام داد و بعد از هفته دوم بازیها پیگیری نشد. حتی بازی اول استقلال در برابر سرباز هم در دقیقه ۸۰ به دلیل هجوم تماشاگران به داخل زمین متوقف شد و نیمه تمام ماند
| ۱۱ آبان ۱۳۵۸ بازی اول                                                              | استقلال تهران | ۰ – ۲ | سرباز تهران                        | تهران                                                   |
|                                                                                    | بیانی         |       | نیتی ۶۰' · ساعدی‌فرد ۶۳' · اسماعیلی | ورزشگاه: امجدیه تهران تماشاگران: ۸۰۰۰ داور: بهمن بهلولی |
| یادداشت: این مسابقه به دلیل هجوم تماشاگران به داخل زمین در دقیقه ۸۰ نیمه تمام ماند |               |       |                                    |                                                         |

| ۱۸ آبان ۱۳۵۸ بازی دوم | استقلال تهران | ۰ – ۰ | اکباتان تهران | تهران                                                    |
|                       |               |       |               | ورزشگاه: امجدیه تهران تماشاگران: ۱۵۰۰۰ داور: حسین دشتگرد |

منبع

### بازی دوستانه
در این فصل یک بازی دوستانه بین دو تیم استقلال و پرسپولیس به مناسبت بزرگداشت علی دانایی‌فرد، مربی سابق تیم تاج که در آن سال در گذشت برگزار شد. این بازی با تا دقیقه ۷۵ با نتیجه ۱–۰ به سود استقلال در جریان بود که با هجوم تماشاگران تیم پرسپولیس که از تصمیمات داور خشمگین بودند نیمه‌تمام ماند. این بازی با همین نتیجه در آمار بازی‌های دو تیم ثبت شد. این دیدار نخستین رویارویی دو تیم بعد از انقلاب ۱۳۵۷ بود.
| ۲۵ تیر ۱۳۵۸ تاریخ احتمالی دوستانه ۱ | ایران مهر رشت       | ۱ – ۰ | استقلال تهران | رشت |
|                                     | جوشیری ۷۷' (پنالتی) |       |               |     |

| ۲۵ آبان ۱۳۵۸ دوستانه ۲ (دربی ۲۳) | استقلال تهران | ۱ – ۰ | پرسپولیس تهران | تهران                                     |
|                                  | فتح‌آبادی ۴۲'  | گزارش |                | ورزشگاه: امجدیه تهران داور: هروس باغومیان |

## آمار فصل

### عملکرد کلی
| عنوان بازیها    | بازی | برد | مساوی | باخت | گل‌زده | گل‌خورده | تفاضل | امتیاز |
| --------------- | ---- | --- | ----- | ---- | ----- | ------- | ----- | ------ |
| جام اسپندی      | ۹    | ۳   | ۳     | ۳    | ۱۷    | ۱۰      | ۷     | -      |
| باشگاه‌های تهران | ۲    | ۰   | ۱     | ۱    | ۰     | ۲       | ۲-    | -      |
| جمع             | ۱۱   | ۳   | ۴     | ۴    | ۱۷    | ۱۲      | ۵     | -      |

### عملکرد مربیان
در ۹ بازی جام اسپندی تیم توسط منصور پورحیدری هدایت شد و در دو بازی جام باشگاه‌های تهران تیم را عباس رضوی به میدان فرستاد.

### آمار گل‌زن‌ها
| ردیف | گلزنان         | باشگاه‌های تهران | جام اسپندی | جمع |
| ---- | -------------- | --------------- | ---------- | --- |
| ۱    | پرویز مظلومی   | ۰               | ۶          | ۶   |
| ۲    | حمید لواسانی   | ۰               | ۳          | ۳   |
| ۳    | سعید مراغه‌چیان | ۰               | ۲          | ۲   |
| ۴    | هادی نراقی     | ۰               | ۲          | ۲   |
| ۵    | شاهرخ بیانی    | ۰               | ۱          | ۱   |
| ۶    | مصطفی مسلمی    | ۰               | ۱          | ۱   |
| ۷    | شاهرخ مطیعی    | ۰               | ۱          | ۱   |
| ۸    | مائیس میناسیان | ۰               | ۱          | ۱   |